# Helmut Köllen
Helmut Köllen (2 mars 1950 - 3 mai 1977) est un bassiste et guitariste allemand. Il fut le chanteur du groupe Triumvirat.

## Biographie
Au début de sa carrière musicale, Helmut Köllen a joué avec divers groupes locaux à Cologne. Dans les années 70, il est devenu le bassiste et chanteur du groupe de rock progressif Triumvirat, après avoir remplacé Hans-Georg Pape, l'ancien bassiste du groupe, qui l’a quitté avant la fin de leur deuxième album, Illusions on a Double Dimple. Après la sortie de cet album en 1974, Triumvirat avec Helmut Köllen se lance dans une tournée aux États-Unis avec Fleetwood Mac. En 1975, Helmut Köllen revient en studio avec ses collègues musiciens pour enregistrer l'album-concept Spartacus, et aussitôt après pour une tournée aux États-Unis. Au cours de cette année, Triumvirat a également fait une tournée en Europe avec le groupe Grand Funk Railroad. À la fin de 1975, Helmut Köllen quitte Triumvirat pour poursuivre une carrière solo quand ses propres inclinations musicales commencèrent à s'éloigner de celles du reste du groupe.
En 1976, le groupe allemand Jail a sorti son seul album You Can Help Me, qui présentait Helmut Köllen en tant que musicien invité sur certaines des chansons (chant et guitare), y compris la face A du single du groupe, « Julie ». Köllen rejoint brièvement Triumvirat, mais sans rien sortir.
À la fin de 1976, il a commencé à enregistrer ce qui serait son seul album solo You Won't See Me, nommé d'après l'une des chansons des Beatles qu'il aimait le plus. L'album regroupe Helmut Köllen (chant et la guitare, basse, acoustique et électrique) et Jürgen Fritz aux claviers, lequel a aussi aidé à concevoir et produire l'album avec l'ingénieur allemand et producteur de disques Conny Plank au Conny's Studio, à Wolperath (en). Helmut Köllen a enregistré jusqu'à sa mort le 3 mai 1977.
Helmut Köllen était également un mécanicien automobile expérimenté et un pilote de course.
Helmut Köllen est mort le 3 mai 1977 d'une intoxication au monoxyde de carbone, à l'âge de 27 ans, en écoutant des pistes de studio sur le lecteur de cassette de sa voiture dans son garage, alors que le moteur tournait. Peu de temps après sa mort, le groupe allemand Birth Control a écrit et enregistré une chanson en hommage à Helmut Köllen intitulée We All Thought We Knew You, qui figurait sur leur album Increase de 1977. L'album solo de ses débuts, You Won't See Me a été publié à titre posthume par Harvest Records en Allemagne en octobre 1977. Il est dédié à ses parents.